# Manteau (religion)
Pour les articles homonymes, voir Manteau.

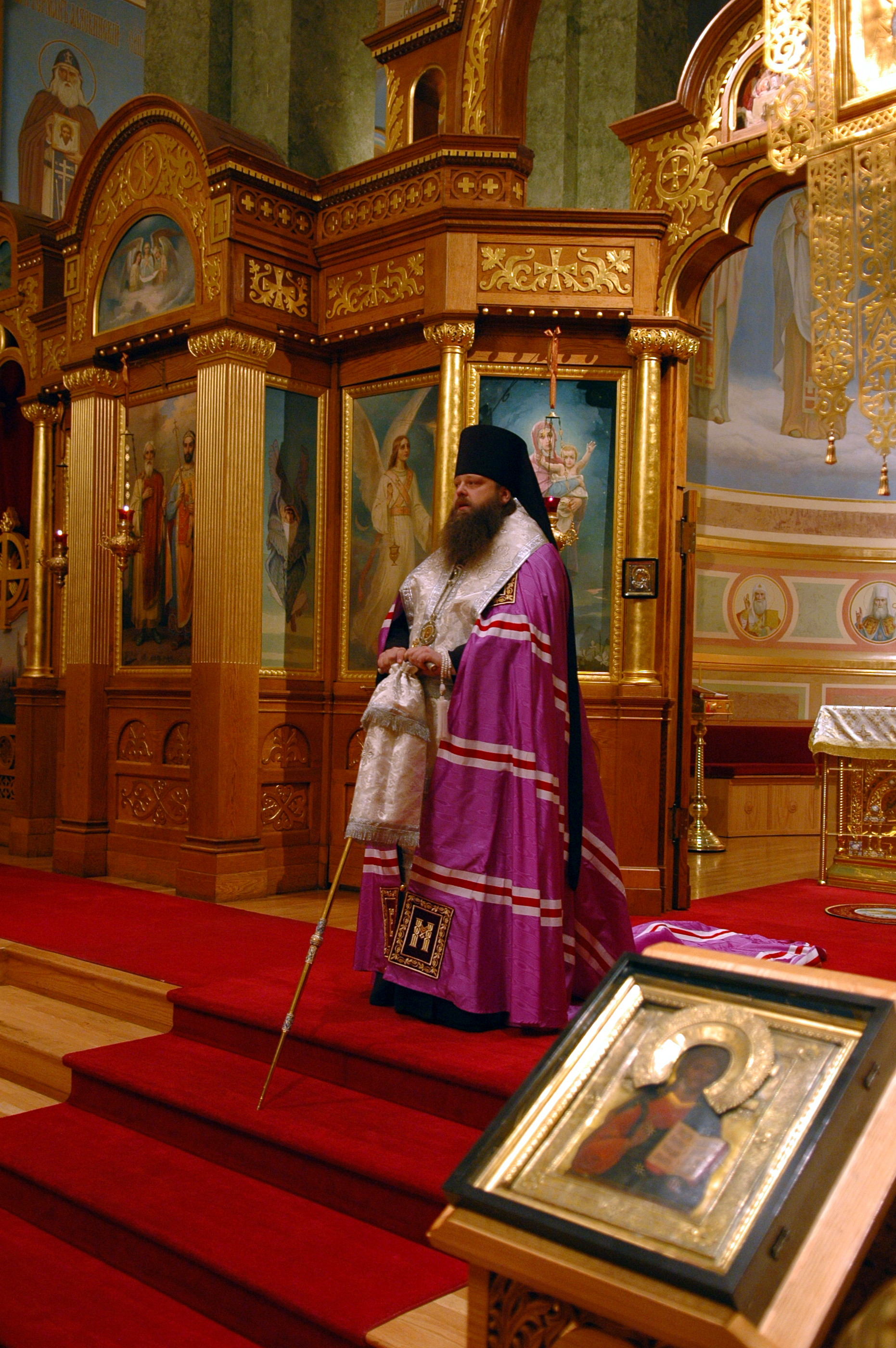
Manteau pourpre.

Le manteau, dans l'Église orthodoxe d'Orient et les Églises catholiques orientales, est un vêtement distinctif (russe: мантия, « mantiya ») porté par les évêques, higoumènes, archimandrites et autres hiérarques de l'Église dans divers offices et cérémonies, mais pas durant la liturgie.
La mantiya est aussi une cape sans manches qui s'attache au cou et aux pieds et est portée par tous les moines orthodoxes orientaux du bas schème. Elle est noire quand portée par un moine non-ordonné. Il y a aussi la mantiya épiscopale qui n'est pas portée avec les autres vêtements épiscopaux, mais quand l'évêque entre solennellement dans l'église avant la Divine Liturgie. Au lieu du noir, les évêques utilisent d'autres couleurs : rouge et pourpre pour les évêques et les archevêques et dans la tradition russe : bleu pour les métropolites, et vert pour les patriarches.